# Zwerg-Birke
Die Zwerg-Birke (Betula nana), auch Polar-Birke genannt, ist eine Pflanzenart aus der Gattung der Birken (Betula) innerhalb der Familie der Birkengewächse (Betulaceae). Sie ist auf der Nordhalbkugel arktisch-alpin verbreitet.

## Beschreibung

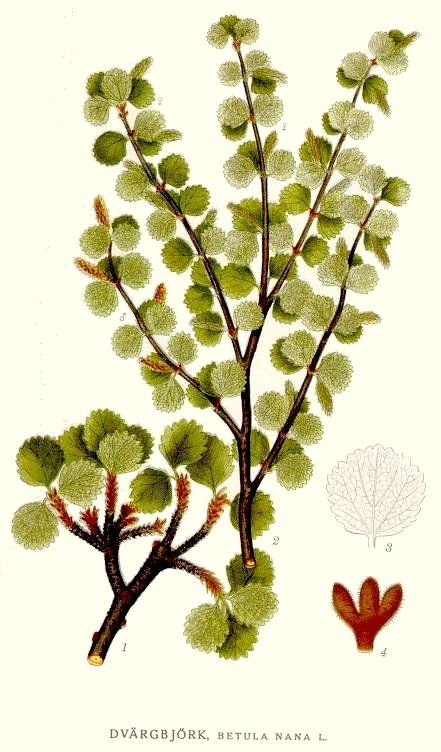
Illustration

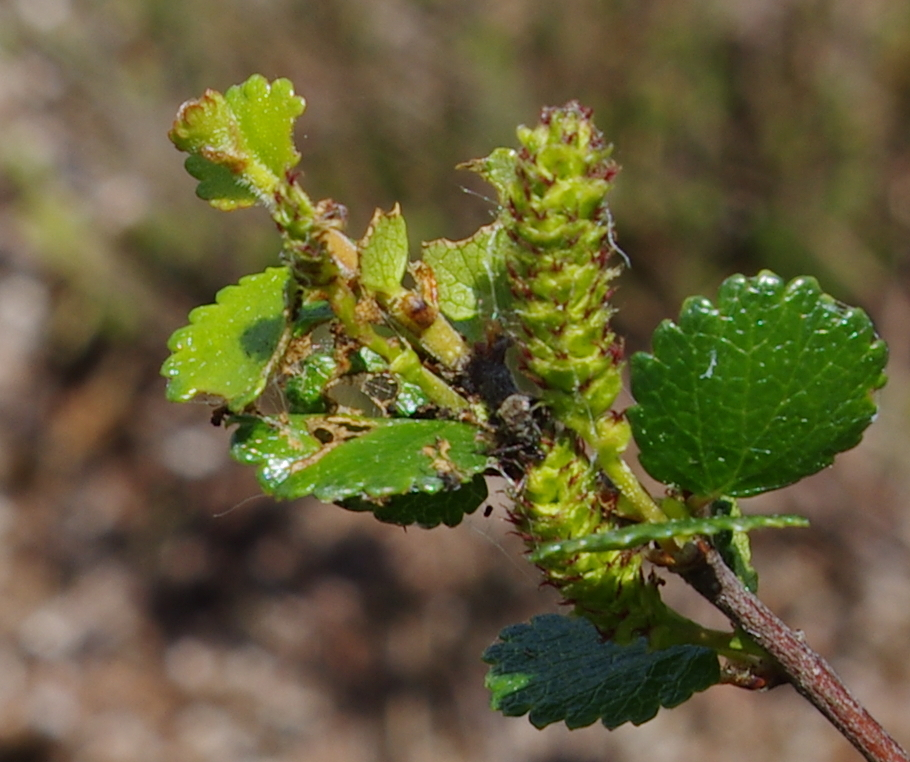
Zweig mit Laubblättern

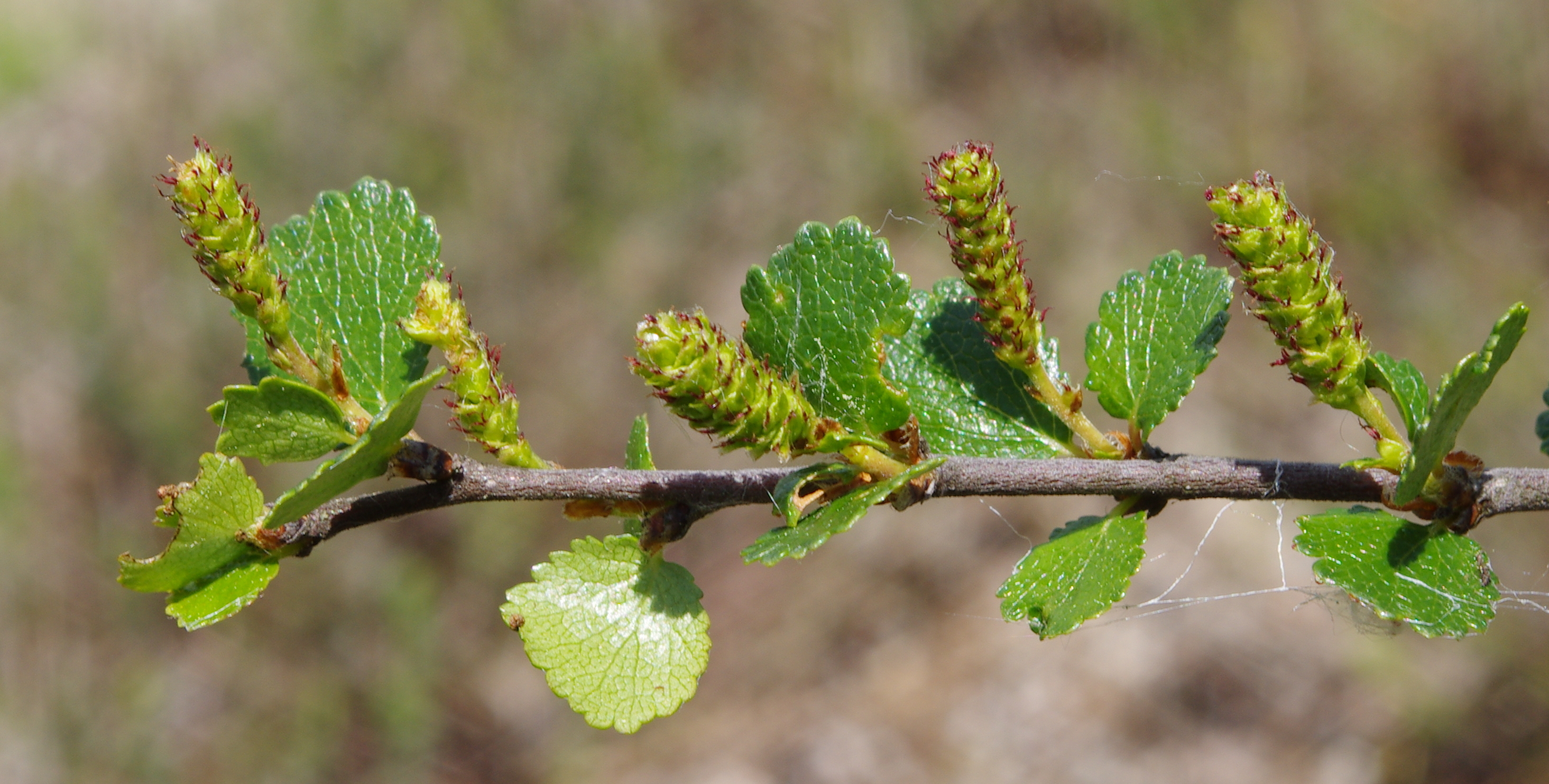
Zweig mit Laubblättern

### Vegetative Merkmale
Die Zwerg-Birke wächst als sommergrüner, verzweigter Zwergstrauch, der an stürmischen kalten Standorten im buschartigen Wuchs nur Wuchshöhen von 0,2 Metern (am Boden liegend) bis 0,5 Metern, in geschützten Lagen meist als einzeln oder in kleinen Gruppen stehendes Bäumchen 0,5 bis über 1,0 Metern erreicht. Er hat liegende oder aufsteigende Äste. Die schwarzgraue Rinde der Zweige ist anfangs filzig behaart, später kahl und dunkel rotbraun gefärbt.
Die wechselständigen angeordneten Laubblätter sind in kurzen Blattstiel und Blattspreite gegliedert. Die bei einem Durchmesser von etwa 1 Zentimeter fast kreisrunde Blattspreite ist kahl, grob gekerbt. Die Blattoberseite ist dunkelgrün und die -unterseite ist heller und netznervig. Nach dem Austreiben sind die Laubblätter etwas klebrig, im Herbst kräftig goldgelb bis intensiv karminrot gefärbt.
Bei kälteren Temperaturen neigt die Zwerg-Birke generell zur vegetativen Vermehrung über Brutwurzeln, wohingegen sie sich in wärmeren Gebieten eher über Samen ausbreitet.

### Generative Merkmale
Die Blütezeit reicht von April bis Mai. Die Zwerg-Birke ist einhäusig getrenntgeschlechtig (monözisch).
Die Blüten sind in aufrechten kugeligen bis länglichen Kätzchen zusammengefasst. Die männlichen Kätzchen sind 0,5 bis 1,5 cm lang mit gelben Staubblättern. Die weiblichen Kätzchen sind hell-braun und sind 7 bis 10 mm lang.
Nach dem Ausreifen der Früchte bis in den Oktober hinein, verbreiten sich die Samen über Wind und Wasser.
Die Chromosomenzahl beträgt für alle drei Unterarten 2n = 28.

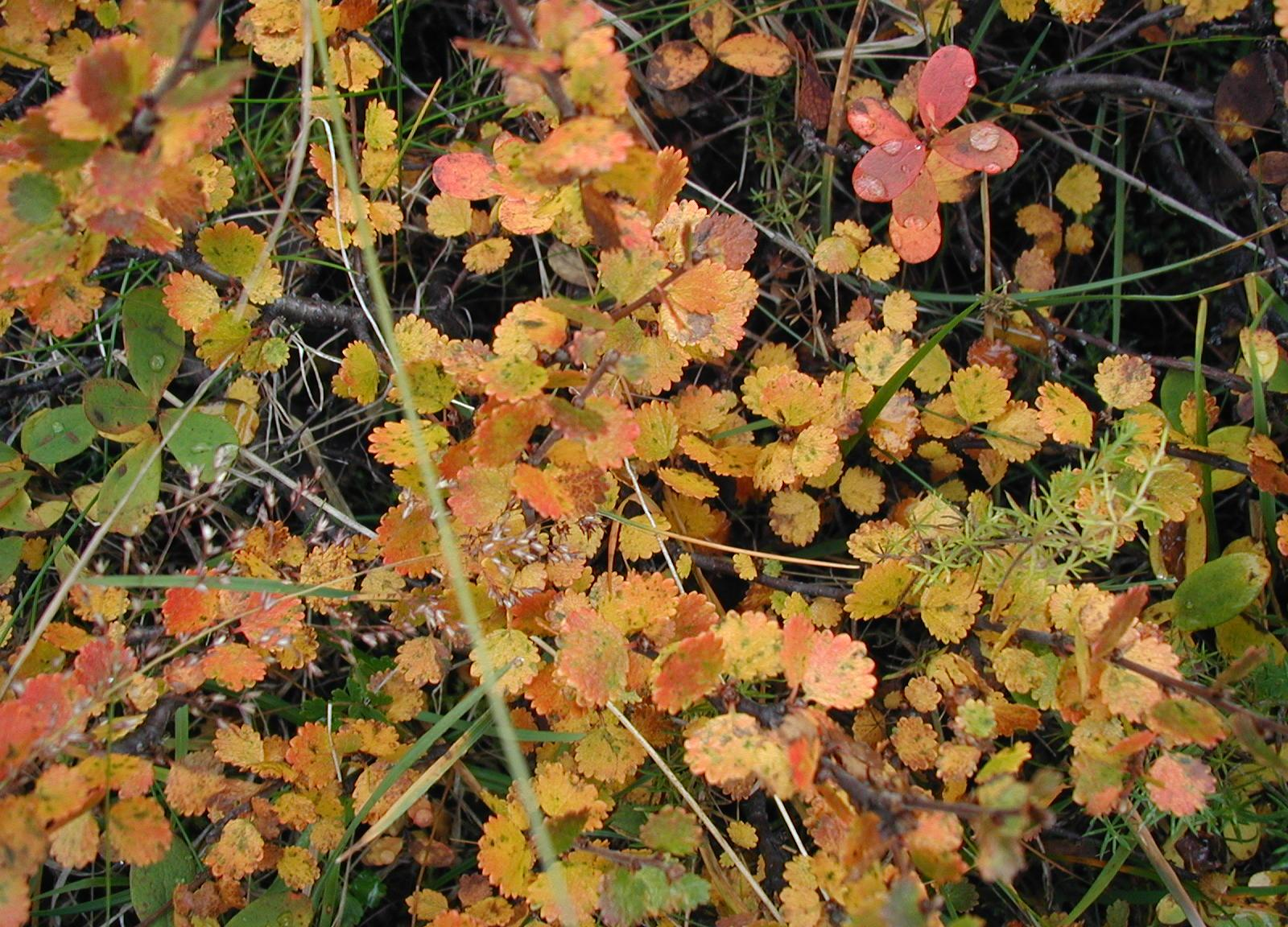
Zwerg-Birke im Herbst

## Ökologie
Bei der Zwerg-Birke handelt es sich um einen Nanophanerophyten. Die sehr langsam wachsende Art kann bis zu 90 Jahren alt werden, sodass die Jahresringe der maximal 40–46 mm breiten Stämme durchschnittlich nur etwa 0,23 mm breit sind. Sie hat hohe Lichtansprüche und kann deshalb gegen andere Gehölze nur schlecht konkurrieren. Die Zwerg-Birke wächst häufig in Begleitung von Moosbeere, Wollgras, Sonnentau, Rosmarinheide oder von Torfmoosen. Ein an die Zwerg-Birke gebundener Mykorrhizapilz ist der Zwergbirken-Raufuß (Leccinum rotundifoliae).

## Vorkommen
Die Zwerg-Birke ist auf der Nordhalbkugel arktisch-alpin verbreitet. In der arktischen Tundra reicht ihr Verbreitungsgebiet bis etwa an den 80. Breitengrad heran, das geschlossene Verbreitungsgebiet reicht angefangen von Schottland (dort meist bestandsbildend) und Skandinavien über Spitzbergen östlich bis Sibirien, westlich über Island und Grönland bis zur Baffin-Insel in Nordkanada. Als Glazialrelikt hat sie vereinzelt in Hochmooren der südlich angrenzenden gemäßigten Zone überdauert. Während die Unterart Betula nana subsp. nana beiderseits des Atlantik und ostwärts bis Mittelsibirien verbreitet ist, beschränkt sich Betula nana subsp. exilis auf den asiatischen und nordamerikanischen Raum von Westsibirien bis Kanada.
In Mitteleuropa wächst sie vereinzelt im Norddeutschen Tiefland, im Harz, Böhmerwald und Erzgebirge sowie im Alpenvorland. In Österreich ist sie ebenfalls sehr selten in Niederösterreich, Steiermark, Kärnten, Tirol und Salzburg anzutreffen. In Vorarlberg und Oberösterreich war sie ausgestorben, wurde jedoch aus dem Salzburger Teil des Ibmer Moores wieder angesiedelt.
Als Standorte werden in Mitteleuropa staunasse Torfböden von Hoch- und Niedermooren, aber auch Moorwiesen und Ränder von Erlenbrüchen bevorzugt. Sie gedeiht auf nassen, nährstoffarmen, basenarmen, sauren Torfböden. Sie wächst öfter zusammen mit Vaccinium uliginosum im Vaccinio uliginosi-Pinetum rotundatae aus dem Verband Dicrano-Pinion oder im  Eriophoro-Trichophoretum cespitosi aus dem Verband Sphagnion magellanici.
Vor der nacheiszeitlichen Wiederbewaldung von Mitteleuropa entwickelte sich zwischen der nordischen Eisrandlage und den europäischen Hochgebirgen ein breiter Zwergbirkengürtel wie in der Tundra. Später hat sich dieses Verbreitungsgebiet in Teilareale aufgespalten.

## Gefährdung
Die Zwerg-Birke stellt in Deutschland ein „stark gefährdetes“ Glazialrelikt dar. In den letzten Jahrzehnten sind mehrere Wuchsorte in Mitteleuropa erloschen. So könnte die Zwerg-Birke als ein „Denkmal“ der nacheiszeitlichen Vegetationsgeschichte gesehen werden. In Bayern konnten im Rahmen einer Untersuchung der Universität Regensburg zehn Wuchsorte der Zwergbirke ausgemacht werden, die wohl alle bayerischen Vorkommen umfassen.
Sie ist besonders durch die Entwässerung beziehungsweise generell durch Wassermangel in ihrem Lebensraum gefährdet, da dies zum Aufwuchs konkurrenzstarker Gehölze und auch von Heidekraut führt.
In Österreich und Deutschland ist die Zwerg-Birke geschützt und in der Roten Liste gefährdeter Arten angeführt. In Österreich ist sie im westlichen Alpenraum und im nördlichen Alpenvorland vom Aussterben bedroht. Je nach Gefährdungskategorie werden vom Standort abhängige Schutzmaßnahmen (zum Beispiel Entbuschung, Entfernung dichter Bestände konkurrierender Arten, Auflichtung) empfohlen. Allgemein wird ein regelmäßiges Monitoring bestehender Relikt-Populationen empfohlen, da innerhalb von 10 Jahren bereits bedeutende Änderungen auftreten können. Refugialräume gelten inzwischen als Hotspots der genetischen Vielfalt. Naturschutzfachlich könnte daher eine genetische Analyse der bayerischen Zwergbirken-Vorkommen zur Untersuchung des Reliktstatus bedeutend sein.

## Trivialnamen
Für die Zwerg-Birke bestehen bzw. bestanden, zum Teil auch nur regional, auch die weiteren deutschsprachigen Trivialnamen: Brockenbirke, Budern (Zillertal), Moorbirke (althochdeutsch), Moosbirke, Morastbirke und Torfbirke.